# Hans Bernhardt
Hans Bernhardt, född 28 januari 1906 i Leipzig, död 29 november 1940 i Amsterdam, var en tysk tävlingscyklist.
Bernhardt blev olympisk bronsmedaljör i tandem vid sommarspelen 1928 i Amsterdam.